# Полещук, Василий Лукьянович
Васи́лий Лукья́нович Полещу́к (25 марта 1918 года — 13 сентября 1952 года) — участник Великой Отечественной войны, командир взвода 326-го стрелкового полка 21-й стрелковой дивизии 7-й отдельной армии, в годы войны — сержант. Герой Советского Союза.

## Биография
Родился 25 марта 1918 года в селе Кабарга (ныне администрации города Лесозаводска Приморского края) в семье рабочего, он был вторым ребёнком в семье.В 1928 году умер отец Лукьян Иванович, и Василий становится кормильцем семьи.Вдвоём с матерью они уезжают во Владивосток.Зинаида Даниловна устроилась работать киоскером,сын поступил в школу ФЗО. Русский. Образование неполное среднее.
В Красной Армии с 1938 года. На фронте в Великую Отечественную войну с 1941 года.
Командир взвода 326-го стрелкового полка (21-я стрелковая дивизия, 7-я отдельная армия) сержант Василий Полещук в боях 6-7 ноября 1941 года успешно отразил шесть атак финских войск в районе деревни Яндеба (Подпорожский район Ленинградской области). Взвод под его командованием нанёс врагу большой урон в живой силе и боевой технике, удержав занимаемую позицию.
Отдельным Указом Президиума Верховного Совета СССР «О присвоении звания Героя Советского Союза сержанту Полещуку В. Л.» от 13 февраля 1942 года за «образцовое выполнение боевых заданий командования на фронте борьбы с немецкими захватчиками и проявленные при этом отвагу и геройство» удостоен звания Героя Советского Союза с вручением ордена Ленина и медали «Золотая Звезда» (№ 626).
После войны продолжал службу в армии. С 1946 года майор В. Л. Полещук — в запасе. Жил и работал в городе Шагонар Улуг-Хемского района Тувинской автономной области.
Погиб 13 сентября 1952 года. Похоронен на старом кладбище г. Кызыла.
Награждён орденами Ленина, Красного Знамени, Александра Невского, медалями.
Его именем названа улица в городе Подпорожье Ленинградской области. На месте подвига установлен памятный знак.